# Heby
Heby ist ein Ort (tätort) in der schwedischen Provinz Uppsala län und der historischen Provinz Uppland. Der Ort ist Hauptort der gleichnamigen Gemeinde.
Im Ort dominierte früher die Ziegelherstellung.  Die Ziegeleien sind mittlerweile alle aufgegeben worden, jedoch kann man sich im Heby Tegelbruks Museum über diesen einst bedeutenden Industriezweig informieren.
Heute ist der Ort ein Dienstleistungszentrum für die Gemeinde. Daneben gibt es noch einige Kleinbetriebe.
Seit dem Fahrplanwechsel im Dezember 2012 wird der Regionalverkehr auf der Bahnstrecke Uppsala-Heby-Sala mit Upptåget-Zügen von Upplands Lokaltrafik durchgeführt.

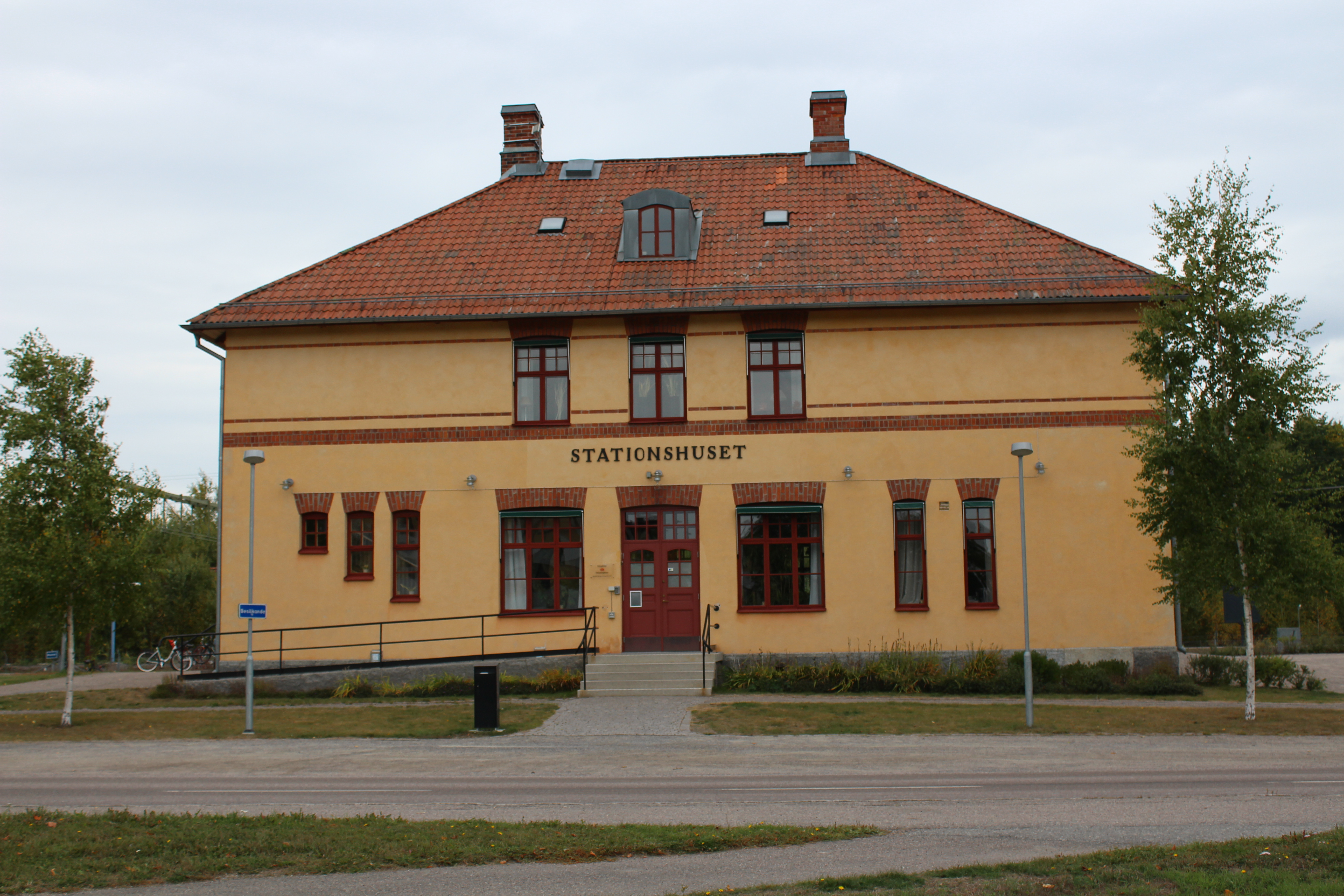
Das Bahnhofsgebäude in Heby